# 오카와촌 (후쿠오카현)
오카와촌(大川村)은 일본 후쿠오카현 가스야군에 설치되었던 촌이다. 현재의 가스야정의 일부에 해당한다.